# Víctor Sánchez Espinosa
José Víctor Manuel Valentín Sánchez Espinosa (Santa Cruz, Teotlalco , 21 de mayo de 1950) es un eclesiástico católico mexicano, actualmente se desempeña como 8° Arzobispo de Puebla de los Ángeles.

## Biografía

### Primeros años y formación
José Víctor Manuel Valentín nació el día 21 de mayo de 1950, en el pueblo de Santa Cruz, del municipio mexicano de Teotlalco. 
Realizó su formación primaria en una escuela parroquial.
En 1963 ingresó al Seminario Menor y luego en el Mayor Palafoxiano de Puebla, donde estudió Filosofía y Teología. 
En 1977 fue enviado a especializarse en Sagrada Liturgia, en el Pontificio Ateneo San Anselmo.

### Sacerdocio
Su ordenación sacerdotal fue el 6 de junio de 1976, a manos del entonces arzobispo Ernesto Corripio Ahumada; incardinándose en la arquidiócesis de Puebla de los Ángeles.
- Profesor, Director Espiritual y Coordinador de la Dirección Espiritual en el Seminario Mayor Palafoxiano.

En 1980, participó en la fundación de la Sociedad Mexicana de Liturgistas (SOMELIT), de la cual fue Secretario durante 25 años. 
En 1995, fue nombrado párroco de N. Sra. de Ocotlán en Puebla.
- Secretario Ejecutivo de la Comisión Episcopal de Pastoral Litúrgica de México, por 12 años.
- Colaborador en el Departamento de Liturgia del CELAM.

## Episcopado

### Obispo Auxiliar de México
El 2 de marzo de 2004, el papa Juan Pablo II lo nombró obispo titular de Ambia y obispo auxiliar de México. Fue consagrado el 26 de marzo del mismo año, en la Basílica de Santa María de Guadalupe, a manos del por entonces cardenal - arzobispo, Norberto Rivera Carrera.
- Vicario general de la Arquidiócesis Primada de México.
- Vicario episcopal en la VII de la Arquidiócesis Primada de México.
- Miembro de la Comisión Episcopal ProColegio Mexicano en Roma (2004-2006; 2007-2009).
- Representante de la Provincia Eclesiástica de México (2004-2006).
- Presidente de la SOMELIT (2006-2008).

En noviembre de 2016, el Club Primera Plana otorgó el premio Ricardo Flores Magón por su contribución a la tolerancia religiosa.
En 2007 fue elegido Secretario General del CELAM.
- Presidente del centro Observatorio Pastoral del CELAM.

### Arzobispo de Puebla
El 5 de febrero de 2009, el papa Benedicto XVI lo nombró arzobispo de Puebla de los Ángeles. Tomó posesión canónica el día 2 de abril del mismo año, en el Estadio Cuauhtémoc.
El 29 de junio de 2009, en una ceremonia en la Basílica de San Pedro, recibió la imposición del palio arzobispal de manos del papa Benedicto XVI.
- Presidente de la Comisión Episcopal para la Pastoral Litúrgica en la CEM.
- Presidente del Departamento de Misión y Espiritualidad del CELAM (2011 – 205).

## Reconocimientos
Recibió del III Memorial Pera Tena de Pastoral Litúrgica (2017), concedido por el Centre de Pastoral Litúrgica de Barcelona, por su labor en el campo de la pastoral litúrgica al frente de la Comisión Episcopal para la Pastoral Litúrgica del Conferencia del Episcopado Mexicano.